# Lydiard Tregoze
Lydiard Tregoze est une paroisse civile et un village du Wiltshire, en Angleterre.